# Acacia tenuispica
Acacia tenuispica är en ärtväxtart som beskrevs av Bruce R. Maslin. Acacia tenuispica ingår i släktet akacior, och familjen ärtväxter. Inga underarter finns listade i Catalogue of Life.